# توآرسین
| سامانه  | ردیف  | اشکوب      | میلیون سال  |
| ------- | ----- | ---------- | ----------- |
| کرتاسه  | پیشین | بریاسین    | → پیش از آن |
| ژوراسیک | پسین  | تیتونین    | ۱۴۵٫۰–۱۵۲٫۱ |
| ژوراسیک | پسین  | کیمریجین   | ۱۵۲٫۱–۱۵۷٫۳ |
| ژوراسیک | پسین  | آکسفوردین  | ۱۵۷٫۳–۱۶۳٫۵ |
| ژوراسیک | میانه | کالووین    | ۱۶۳٫۵–۱۶۶٫۱ |
| ژوراسیک | میانه | باتونین    | ۱۶۶٫۱–۱۶۸٫۳ |
| ژوراسیک | میانه | باجوسین    | ۱۶۸٫۳–۱۷۰٫۳ |
| ژوراسیک | میانه | آلنین      | ۱۷۰٫۳–۱۷۴٫۱ |
| ژوراسیک | پیشین | توآرسین    | ۱۷۴٫۱–۱۸۲٫۷ |
| ژوراسیک | پیشین | پلینسباخین | ۱۸۲٫۷–۱۹۰٫۸ |
| ژوراسیک | پیشین | سینمورین   | ۱۹۰٫۸–۱۹۹٫۳ |
| ژوراسیک | پیشین | هتانجین    | ۱۹۹٫۳–۲۰۱٫۳ |
| تریاس   | پسین  | راتین      | → پس از آن  |

توآرسین (انگلیسی: Toarcian) در مقیاس زمانی زمین‌شناسی، یک اشکوب یا عصر از دور ژوراسیک پیشین به‌شمار می‌رود. توآرسین در ستون چینه‌شناسی پس از اشکوب پلینسباخین و پیش از آلنین جای می‌گیرد. عصر توآرسین از حدود ۱۸۲٫۷ میلیون سال پیش آغاز شده و تا حدود ۱۷۴٫۱ میلیون سال پیش ادامه یافت.
عصرتوآرسین با رویداد انقراض واژگونی توآرسین آغاز شد که سنگواره زیاگان این عصر را از عصر پیشین آن یعنی پلینسباخین جدا می‌کند.